# António Jacinto
António Jacinto do Amaral Martins (28 de septiembre de 1924-23 de junio de 1991) fue un poeta y político angoleño. También utilizaba en su faceta de escritor de cuentos infantiles el seudónimo Orlando Tavora, o también el de Kiaposse.

## Biografía
Jacinto nació en Luanda, capital de Angola, en una familia de ascendencia portuguesa. Se crio y estudió en el interior de Angola en el remoto pueblo de Golungo Alto, en la provincia de Cuanza Norte. Después del instituto trabajó un tiempo como funcionario público. Fue uno de los fundadores del Partido Comunista de Angola, que trabajaba en la clandestinidad, y uno de los redactores de los estatutos del Partido de Lucha Unida de los Africanos de Angola (PLUAA). Fruto de su militancia política en el MPLA fue detenido por primera vez en 1959, y condenado a 14 años de prisión en 1961. Fue enviado al campo de concentración de Tarrafal en Cabo Verde, donde estuvo preso hasta 1972.
Su primer libro de poemas se publicó en 1961, el mismo año de su arresto y encarcelamiento. Su encarcelamiento recibió atención internacional y fue trasladado en 1972 a Lisboa donde, en libertad condicional, trabajó como contable.
Jacinto escapó de Portugal en 1973 para ejercer de director de uno de los centros de formación militar afiliados al Movimiento Popular para la Liberación de Angola (MPLA), un Centro de Instrucción Revolucionaria, parte de la intervención de Cuba en el proceso de independencia de Angola. Apenas declarada la independencia, en 1975, integró el gabinete de Agostinho Neto (1922-1979), primero como Ministro de Educación y Cultura, y como secretario del Consejo Nacional de Cultura en 1977. Se retiró de la política en 1990 por su avanzada edad.
Murió en Lisboa, Portugal, en 1991.

## Poemas
- O grande desafio (El gran desafío)
- Poema da alienação (Poema de la alienación)
- Carta dum contratado (Carta de un trabajador contratado)
- Monangamba (adaptación francesa y ambientación musical de Colette Magny en 1964)
- Canto interior de uma noite fantástica (Canto interior de una noche fantástica)
- Era uma vez (Érase una vez)
- Bailarina negra (Bailarina negra)
- ¡Ah! ¡Se pudésseis aqui ver poesia que não há! (¡Ah! ¡Si pudieras ver la poesía que no hay! )